# 空中泳池
空中泳池（Sky Pool）是位于英國伦敦西南部旺茲沃思區九榆树区大使馆花园中的一個游泳池。它距離地面有115英尺（35），并且將两座高层公寓楼連接起來。该游泳池于2021年5月揭幕。